# Shigeaki Abe
Shigeaki Abe (阿部成章?, Abe Shigeaki; Tsuruoka, 22 settembre 1947) è un ex cestista giapponese.

## Carriera
Con il Giappone ha partecipato ai Giochi olimpici di Monaco 1972 e a quelli di Montréal 1976.